# Apicia minoa
Apicia minoa là một loài bướm đêm trong họ Geometridae.